# Wiener Krystall-Eis-Fabrik
Die Wiener Krystall-Eis-Fabrik, ursprünglich: Wiener Krystall-Eis-Fabrik Moritz Faber, war ein bedeutendes österreichisches Unternehmen in Österreich-Ungarn und vor dem Ersten Weltkrieg. Die Eisfabrik lag an der Klosterneuburger Straße.

## Geschichte
In dem milden Winter des Jahres 1873, der sich so ziemlich über ganz Zentraleuropa erstreckt, war die Eisernte derart ungenügend, dass in großen Städten der Eismangel geradezu zum Problem wurde. Nur der rasch ins Werk gesetzte Eisimport aus dem hohen Norden konnte unter großen Umständen einigermaßen Aushilfe schaffen. Dieser Umstand gab der künstlichen Erzeugung von Eis in den folgenden Jahren einen kräftigen Schub. Mit der Erfindung und Entwicklung der Kühltechnik von Carl von Linde, Raoul Pictet und anderen konnten Maschinen zur künstlichen Erzeugung der Kälte und des Eises im industriellen Umfang eingesetzt werden. Alle Industriezweige, die auf niedrige Temperaturen in der Produktion angewiesen waren, machten sich die neuen Erfindungen rasch zunutze. Auch die Versorgung großer Städte mit Eis wurde zunehmend durch den Bau von Eisfabriken abgesichert, um den Folgen unsicherer Natureisernten entgegenzuwirken.
In Wien waren schon früher mit Maschinen älteren Systems Versuche gemacht worden, Handelseis zu erzeugen, doch scheiterten Versuche vorzugsweise an der Unvollkommenheit der verwendeten Maschinen. Stattdessen verließ man sich nach wie vor auf die bequeme und billige Natureisversorgung Wiens in normalen Wintern durch die großen Eisflächen, welche die Altwässer der regulierten Donau bildeten.

Fabrikansicht um 1884

Fabrikansicht um 1892

Ansicht der Wiener Krystall-Eis-Fabrik um 1898

Der Großindustrielle Moritz Faber (1837–1921), Besitzer der Liesinger Actien-Brauerei, erkannte die bedeutenden Vorzüge der neueren Eismaschinen gegenüber den älteren Systemen und entschloss sich, trotz früherer Misserfolge, im Jahre 1883 zur Errichtung einer Eisfabrik modernsten Systems. Die Fabrik wurde an der Adresse Klosterneuburger Straße 95 (heute: 93–97), Wien-Leopoldstadt (heute: Wien-Brigittenau), errichtet (Stadtbüro: Akademiestraße 4).
Er beauftragte dafür den Ingenieur Karl Heimpel (* 18. August 1852; † 4. September 1917 in Aeschach) mit der Ausarbeitung eines Projekts und der baulichen Durchführung der gesamten Anlage. Karl Heimpel war ein Mitarbeiter von Carl Linde in dessen Gesellschaft für Linde’s Eismaschinen gewesen und hatte sich 1881 als selbstständiger Vertreter in Wien niedergelassen. Die vorläufige Tagesproduktion sollte circa 50.000 Kilogramm Eis betragen, beabsichtigt war die Erzeugung von sogenanntem Kristalleis in Blöcken von circa 25 Kilogramm. Die Lieferung der Dampfmaschinen und Eismaschinen wurden der Linde AG übertragen. Die Anlage umfasste einen mit dem Linde’schen Klareisapparat ausgestalteten Eisgenerator mit mechanischer Einrichtung für Füllung, Entleerung und Verschiebung der Zellenreihen, enthaltend circa 2000 Zellen. Über dem Eisgenerator wurde ein sehr vollkommen gebauter Transmissionskran angeordnet, der das Ausziehen und Einsetzen der Zellenreihen in einfachster Weise ermöglichte. Die Kälteerzeugung besorgten zwei Linde-Kühlmaschinen mit einer Kühlleistung von zusammen circa 250.000 kcal/h (in heutigen Einheiten entspricht dies ca. 290 kW). Die mit den Kompressoren der Kühlmaschinen direkt gekuppelte Dampfmaschine von circa 150 Pferdestärken war mit Sulzer’scher Ventilsteuerung und Kondensation versehen. Drei Tenbrink-Dampfkessel von je 60 Quadratmeter Heizfläche lieferten den nötigen Betriebsdampf. Ein Wasserpumpwerk von circa 500 Hektoliter stündlicher Leistung vervollständigte die Einrichtung.
Außer den zur Aufnahme obiger Werksvorrichtungen notwendigen Baulichkeiten wurde die Ausführung eines Stalles für 18 Pferde projektiert und an dieses Stallgebäude die Büroräumlichkeiten und darüber die Wohnung des Fabriksleiters angeschlossen.
Ein passender Grund in der Brigittenau, wo reines und gutes Wasser in großen Mengen zur Verfügung stand, war bald gewonnen. Der Bau der Anlage konnte erst nach vielen Regentagen am 8. März 1884 begonnen werden.
Die ungünstige Eisernte des Winters 1884 und die hierdurch rasch steigenden Eispreise ließen schon für dieses Jahr einen Erfolg erhoffen, wenn die Inbetriebsetzung noch innerhalb der Saison ermöglicht werden konnte. Deshalb wurden Bau und Montage so beschleunigt, dass Ende Juli des gleichen Jahres das erste Eis der Maschine entnommen und in den ersten Tagen des August der regelmäßige Verkauf in der Stadt aufgenommen werden konnte. Die Leitung des Etablissements wurde Karl Heimpel übertragen. 
Schon die ersten Betriebsmonate ließen erkennen, dass Wien auch in normalen Jahren das gesamte Produktionsquantum der Fabrik gerne aufnahm. 
Dies führte dazu, eine zweite Anlage von halber Größe zu bauen, um bei vorkommenden Betriebsstörungen an der ersten Anlage als Reserveanlage den Eisverkauf aufrechtzuerhalten.
Diese zweite Anlage erhielt eine selbständige 80 PS-starke Sulzer’sche Ventildampfmaschine, eine Linde’sche Kühlmaschine für circa 150.000 kcal stündlicher Leistung (ca. 175 kW) und einen Generator für eine Tagesleistung von 35.000 Kilogramm Kristalleis. Die zweite Anlage wurde nach der bewährten ersten Anlage gebaut. Noch im Jahre 1885 konnte diese Reserveanlage in Betrieb gesetzt werden.
Bedeutende Vergrößerung des Fahrparks mit Errichtung dazugehöriger Stallungen und Schuppen waren die wesentlichsten Investitionen der folgenden Jahre, ferner die Installation einer kleinen Kühlmaschine zum Vorkühlen des Gefrierwassers, um dadurch in ökonomischer Weise die Produktionsziffer zu erhöhen.
Trotz aller Proteste der Natureishändler, sicherte das Kunsteis sich durch seine Reinheit und bequeme Form einen stets wachsenden Kundenkreis. So wurde 1891 eine weitere Vergrößerung des Etablissement geplant. Es wurde eine in Bau und Einrichtung vollkommen isolierte Anlage für eine Tagesleistung von 50.000 Kilogramm im Jahre 1892 dem Betrieb übergeben. Gleichzeitig ging auch das Unternehmen in den Besitz von Carl Faber, dem Sohn des Begründers, über. 
Die gesamten Maschinen und Einrichtungen waren, mit Ausnahme untergeordneter Verbesserungen, der ersten bewährten Anlage gleich. Eine vollkommene Selbständigkeit dieser neuen Anlage wurde im Interesse einer absoluten Betriebssicherheit für angebracht erachtet.
Die Choleragefahr des Jahres 1893 machte in ärztlichen Kreisen den Wunsch breit, Eis aus destilliertem Wasser zur Verfügung zu haben, dem durch die Errichtung einer großen Destillationsanlage für eine Produktion von circa 800 Hektoliter destilliertem Wasser in 24 Stunden entsprochen wurde. Da jedoch mit dem Ende der Cholera auch der Bedarf nach solchem vollkommen sterilisierten Eis verschwand, wurde von der Inbetriebsetzung dieser Anlage abgesehen.
Die vierte, wieder vollkommen selbständige Vergrößerung mit gleichen Maschinen und Apparaten und einer Produktionsziffer von reichlich 50.000 Kilogramm pro Tag wurde im Jahre 1897 projektiert und ausgeführt, so dass ab 1898 die Fabrik in der Lage war, 190.000 Kilogramm, bei forciertem Betrieb 200.000 Kilogramm Eis täglich zu erzeugen. Die Produktionsziffer erreichte damit eine Höhe, welche bis dahin von keiner Fabrik für Handelseis in Europa nachgewiesen wurde.

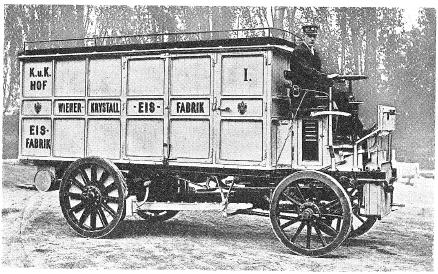
Eiswagen der Fabrik (Lastwagen von Bierenz, Fischer & Cie., Karosserie Jacob Lohner, Baujahr 1901)

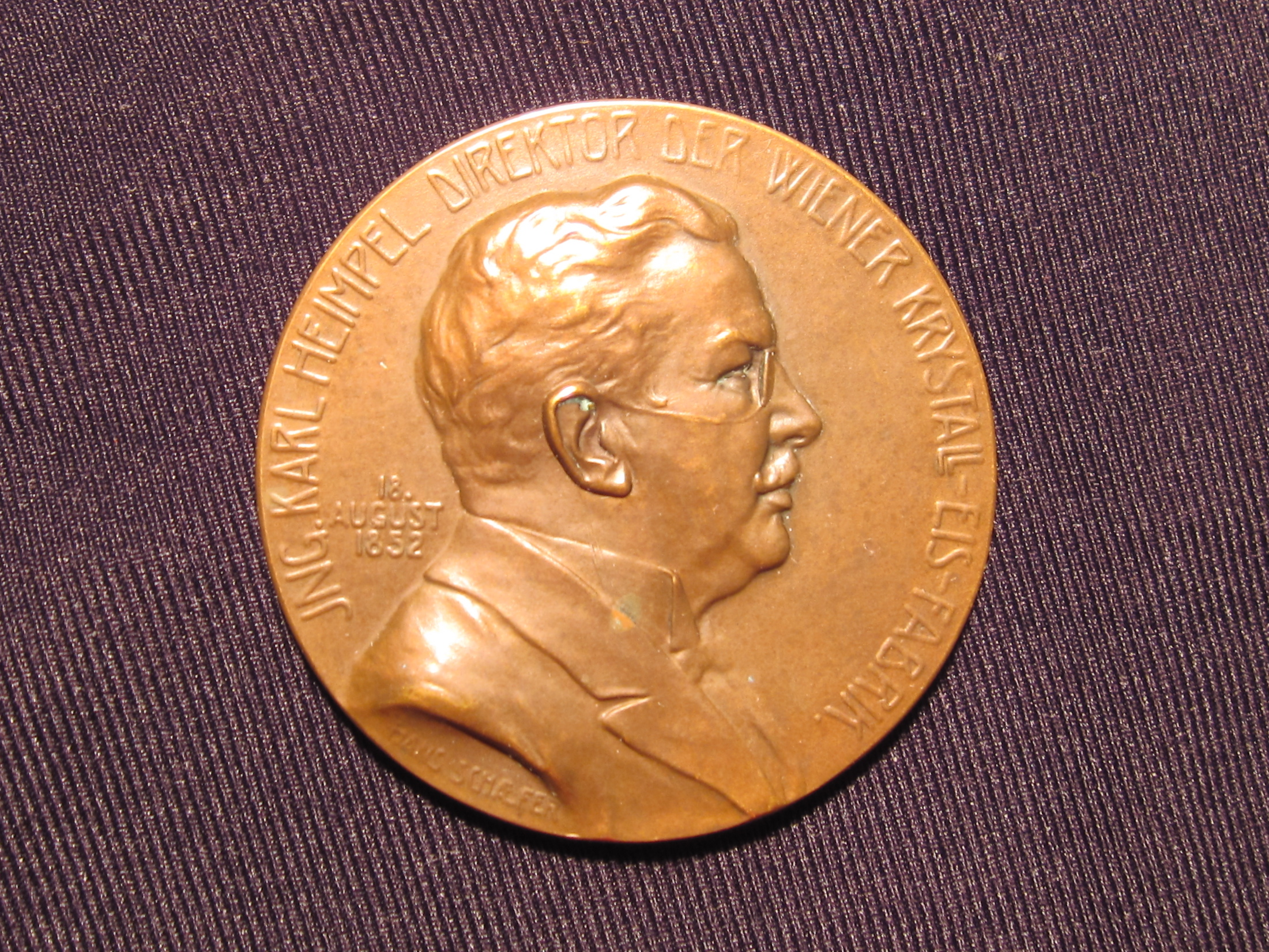
Der Direktor Karl Heimpel, auf einer Ehrenmedaille von den Angestellten der Fabrik zum 25-jährigen Jubiläum gewidmet (1909)

Mit der Vergrößerung der Werkseinrichtung wurde der Fahrpark erhöht, die Stallungen, Wohn- und Verwaltungsräume erweitert.
Um 1900 hatte das Etablissement in drei Kesselhäusern mit zwei Schornsteinen acht Dampfkessel untergebracht, welche vier Dampfmaschinen von zusammen circa 500 Pferdekräften den Dampf zu liefern hatten. Die Dampfmaschinen trieben sieben Linde’sche Kühlmaschinen und eine Vorkühlmaschine an, die in vier getrennten Generatoren das Kristalleis erzeugten. Stallungen für circa 70 bis 80 Pferde sowie entsprechende Schuppen usw. nahmen den Fahrpark auf, eine eigene Schmiede besorgte den Hufbeschlag. Geräumige Wohnungen für Beamte, den Stallmeister, den Obermaschinisten usw. sowie ein separates Wohnhaus für den Direktor komplettierten die bauliche Einrichtung.
Je nach der Intensität des Betriebes waren 80 bis 100 Vorarbeiter, Eisverschleisser, Kutscher und Hilfsarbeiter beschäftigt, denen neben dem Direktor drei Beamte, ein Stallmeister, ein Obermaschinist und ein Kurschmied vorstanden. Eine Stadtniederlage, gleichzeitig als Auskunftsbüro dienend, war durch einen eigenen Beamten verwaltet.
Wie sehr dieses Etablissement einem dringenden öffentlichen Bedürfnis entsprach, bewies am besten die rasch erworbene Popularität des Kunsteises und die dadurch ermöglichte rapide Vergrößerung der Fabrik. Es wurde dem Etablissement auch keineswegs die öffentliche Anerkennung versagt. Das Unternehmen erhielt bei der Internationalen Ausstellung für Nahrungsmittel und Hausbedarf 1891 das Ehrendiplom I. Grades, sowie 1893 das Anerkennungsdiplom der k.k. Gartenbaugesellschaft, und bei der Internationalen Ausstellung für Volksernährung, Armeeverpflegung usw. 1894 das Ehrendiplom.
Auf Grund der Verdienste und der hohen Qualität der Produkte erhielt der Inhaber als besondere Auszeichnung im Jahre 1898 den Hoftitel verliehen, das Unternehmen Wiener Krystall-Eis-Fabrik Carl Faber durfte sich k.u.k. Hof-Eisfabrik nennen. 
Das Unternehmen wuchs so stark an, dass es am Ende eine Monopolstellung zur Eisproduktion innehatte. Dies empfanden jedoch die Kunden zunehmen als Belastung, da die Preise vor allem nach dem eisarmen Winter 1897/1898 in die Höhe schossen. In Reaktion darauf gründeten 1898 sieben Genossenschaften des Approvisionierungsgewerbes (also der Versorgung der Gemeindebürger mit Lebensmitteln) ihr eigenes Eiswerk in Brigittenau, die heutigen Vereinigte Eisfabriken und Kühlhallen in Wien. Die Wiener Krystall-Eis-Fabrik sah sich durch diese neue Fabrik zunehmender Konkurrenz ausgesetzt. 
Der Ausbruch des Ersten Weltkrieges erschwerte die Lage wohl, 1917 wurde die Wiener Krystall-Eis-Fabrik schließlich von der Genossenschaftseisfabrik gekauft. Auf dem ehemaligen Fabriksgelände an der Klosterneuburger Straße befindet sich heute das Hallenbad Brigittenau.